# Железнодорожная улица (Подольск)
Железнодорожная улица — улица проходит через Южный и Залинейный микрорайоны города Подольска. Улица носит свое название в связи с близостью расположения железнодорожной ветки Курского направления Московской железной дороги.

## Описание
Железнодорожная улица берет свое начало от улицы Космонавтов (недалеко от пересечения с улицей Правды), а далее уходит в северо-западном, а позднее в северном направлении. Заканчивается улица на пересечении с улицей Лобачева и Бронницкой улицей в Залинейном районе города Подольска.
Нумерация домов начинается со стороны улицы Космонавтов.
Железнодорожная улица пересекает Комсомольскую улицу через путепровод. Слева по ходу движения от начала улицы примыкает улица Лобачева. Справа по ходу движения от начала Железнодорожной улицы примыкают улица Орджоникидзе, Северный тупик, съезд и въезд на путепровод на улицу Комсомольская (длиной 168 метров), Рощинская улица.
Железнодорожная улица является улицей с двухсторонним движением на всем своем протяжении.
Почтовый индекс Железнодорожной улицы в городе Подольске — 142100, 142103, 142152.

## Примечательные здания и сооружения
- Футбольный стадион «Планета» (улица Железнодорожная, дом 2 А)[3]. Изначально спортивное сооружение относилось к Заводу имени Орджоникидзе (Подольский машиностроительный завод) и являлось заводским стадионом начиная с 1947 года. В настоящее время стадион «Планета» находится в частной собственности (и не относится к заводу имени Орджоникидзе), вместимость составляет 3 120 зрителей. Стадион в его современном виде — виде футбольной арены, был открыт и введен в эксплуатацию в 2009 году[4]. Стадион имеет центральное поле с искусственным газоном, размер поля составляет 105 метров на 65 метров. Поле для мини-футбола также имеет искусственный газон, а размер поля составляет 50 метров на 30 метров. Центральное поле и поле для мини-футбола оснащены системой подогрева газона, что позволяет использовать объекты в круглогодичном режиме.
- Территория завода имени Орджоникидзе — Подольский машиностроительный завод (улица Машиностроителей, владение 23). В 2019 году одно из главных производственных предприятий города Подольска отмечает 100 летний юбилей[5][6].
- Специальная пожарная часть № 29 (СПЧ — 29) Специальное управление противопожарной службы № 3 Министерства Российской Федерации по делам гражданской обороны, чрезвычайным ситуациям и ликвидации последствий стихийных бедствий (Бронницкая улица, дом 4)[7]. В 2017 году в пожарно-спасательную часть № 29 передана новая пожарная техника[8].
- Железнодорожная станция «Подольск» Курского направления Московской железной дороги в одноимённом городе Московской области.
- Станция «Подольск» — конечная станция МЦД-2 Московского центрального диаметра.
- Акционерное общество «Научно-исследовательский институт Научно-производственное объединение «ЛУЧ» (АО «НИИ НПО «ЛУЧ») (Железнодорожная улица, дом 24)[9].

## Транспорт
По улице осуществляется движение общественного транспорта. По улице проходит маршрут Подольского городского троллейбуса № 3, № 4 и № 4к, а также осуществляется движение автобусных маршрутов № 2, № 20, № 25, № 57, № 59, № 1052.